# Brachydectes
Brachydectes es un género extinto de lepospóndilos (pertenecientes al grupo  Lysorophia) que vivieron a finales del período Carbonífero en lo que hoy son los Estados Unidos.